# Ingurgitating Oblivion
Ingurgitating Oblivion ist eine deutsche Death-Metal-Band  aus Oldenburg, die im Jahr 1997 unter dem Namen Of Trees and Orchids gegründet wurde.

## Geschichte
Die Band wurde im Jahr 1997 unter dem Namen Of Trees and Orchids gegründet. Im Folgejahr änderte sich die Besetzung der Band etwas, sodass die Band aus dem Sänger und Gitarristen Karsten Schöning, dem Schlagzeuger Heinz Kassens und dem Gitarristen und Sänger Florian Engelke bestand. Im selben Jahr schloss sich das erste Demo Fragmente aus dem Fließenden an. Im Jahr 2000 kam Dirk Janssen als neuer Schlagzeuger zur Besetzung. Im selben Jahr folgte das zweite Demo Thought-Cathedral, worauf Sascha Hermersdorf als neuer Bassist zu hören war. Mit der Veröffentlichung der EP Cadence and Perspective in Desolation änderte die Band 2002 ihren Namen in Ingurgitating Oblivion um. Im selben Jahr kam Ulrich Kreienbrink als neuer Sänger hinzu, ehe Schlagzeuger Jannsen ein halbes Jahr später die Band verließ und durch Florian Neumeyer ersetzt wurde. Als neuer Bassist kam Henning Dinkla zur Besetzung, woraufhin Bassist Hermersdorf zur E-Gitarre wechselte. Schöning konzentrierte sich zudem nur auf den Gesang, ehe er die Gruppe verließ, sodass Kreienbrink als einziger Sänger in der Band verblieb. Im Jahr 2004 nahmen sie das Demo Poetry of the Flesh auf, wobei Florian Engelke hierauf als weiterer Gitarrist zu hören war. Das Demo wurde an über 100 Labels gesandt. 2005 folgte das Debütalbum Voyage Towards Abhorrence über das US-amerikanische Label Unmatched Brutality Records. Zu dieser Zeit kam Christian Pfeil als neuer Bassist zur Band. Kurz nach Veröffentlichung des Albums kam zudem Schlagzeuger Ingo Neugebauer als weiteres neues Mitglied zur Gruppe. Seit dem Jahr 2007 existiert die Band somit in ihrer aktuellen Form. 2010 schloss sich das Demo Enigmatic Symmetries an. 2010 unterschrieb die Band zunächst einen Vertrag bei dem indischen Label Diabolical Conquest Records, ehe sie 2012 zu Willowtip Records wechselte. In den Jahren 2013/2014 trennten sich die Wege der damaligen Bandmitglieder. Nach Differenzen innerhalb der Besetzung verblieb Florian Engelke als alleiniges ursprüngliches Mitglied in der Band und steuert seitdem die Band. Anfang 2017 veröffentlichte Florian Engelke Vision Wallows in Symphonies of Light und arbeitete hierbei zusammen mit Lille Gruber (Defeated Sanity) am Schlagzeug, Adrian Bojarowski (Bass), Maren Poelman (Vibraphon), Jan Ferdinand (Vibraphon), Céline Voccia (Piano) und Norbert Müller (E-Gitarre).

## Stil
Auf Cadence and Perspective in Desolation spielte die Band laut Gunnar Sauermann vom Metal Hammer klassischen Death Metal, der in seiner Geschwindigkeit variierte. Außerdem ist der Einsatz von Samples etwa Aleister Crowley zu hören. Laut Ramon Claassen von voicesfromthedarkside.com spielte die Band auf dem Album Voyage Towards Abhorrence aggressiven Death Metal, wobei auch der Einsatz von Gitarrensoli charakteristisch war.
Auf dem Album Vision Wallows in Symphonies of Light wurden progressive Elemente verarbeitet, wobei es Lieder von bis zu 20 Minuten Länge enthält, die teils sehr komplex gestaltet sind. Das Album Ontology of Nought zeigte eine starke Zunahme avantgardistischer Elemente; ihm wurde eine Nähe zum Free Jazz attestiert.

## Diskografie
als Of Trees and Orchids
- 1998: Fragmente aus dem Fließenden (Demo)
- 2000: Thought-Cathedral (Demo)

als Ingurgitating Oblivion
- 2002: Cadence and Perspective in Desolation (EP)
- 2002: Harvest (Split mit Senescence)
- 2004: Poetry of the Flesh (Demo)
- 2005: Voyage Towards Abhorrence (Album)
- 2007: Reincremation (Split mit Sudden Death, Impureza und Arsonist)
- 2010: Enigmatic Symmetries (Demo)
- 2014: Continuum of Absence (Album)
- 2017: Vision Wallows in Symphonies of Light (Album)